# 狒狒屬
狒狒屬，為猴科的一屬，是世界上體型僅次於山魈的猴，共分爲五種，都分佈于非洲地區。過去的分類法把獅尾狒以及山魈属也歸入狒狒屬，現在该两类动物已各自單獨列爲一屬。雄性凶猛，敢于和天敵狮子、豹对峙。属于杂食类，但也能捕获小型哺乳动物。

## 名稱
根據《本草綱目》，中國古稱梟羊、野人、人熊等。其中「人熊」一名在今臺語猶使用，讀作lâng-hîm。

## 分类
關於狒狒屬的分類，歷來有不少爭議，這裡只列出五種狒狒：
- 阿拉伯狒狒 (Papio hamadryas)
- 幾内亞狒狒 (Papio papio)
- 東非狒狒 (Papio anubis)
- 草原狒狒 (Papio cynocephalus)
- 豚尾狒狒 (Papio ursinus)

1. ↑  . 聯合報. 2023-03-26  [2023-04-02]. （原始内容存档于2023-04-02）.